# Лашевич Віталій Лаврентійович
Віта́лій Лавре́нтійович Лаше́вич (1963 — 19 березня 2024) — український військовослужбовець, учасник російсько-української війни. Нагороджений орденом «За мужність» III ступеня. 

## З життєпису
Став відомим тим, що українці зібрали йому 1,5 млн гривень на лікування.

## Нагороди
- Орден «За мужність» III ступеня[2]